# Vitalij Movčan
Vitalij Anatolijovyč Movčan (in ucraino Віталій Анатолійович Мовчан?; Kup"jans'k, 17 marzo 1998 – Tr'ochizbenka, 24 febbraio 2022) è stato un militare ucraino insignito del titolo di Eroe dell'Ucraina e di cavaliere dell'Ordine della Stella d'Oro.

## Biografia
Nato il 17 marzo 1998 a Kup"jans'k, nella regione di Charkiv, in una famiglia della classe operaia, non appena compiuti i diciotto anni, Vitalij Movčan si arruolò nell'esercito. 
Accettato nella primavera del 2016 per il servizio militare in ferma breve nelle file delle forze armate ucraine col ruolo di autista e meccanico, poco più tardi, col grado di soldato scelto, entrò all'Università nazionale aeronautica intitolata a Ivan Kožedub. 
Laureatosi nel 2020, si specializzò in "Gestione militare (per tipologia nelle Forze armate ucraine)", con indirizzo in "Difesa aerea delle forze terrestri".
Il 24 febbraio 2022, nel primo giorno dell'invasione russa dell'Ucraina, Movčan abbatté un Su-30 e un APR russi. Successivamente, nel pomeriggio dello stesso giorno, mentre continuava ad essere al proprio posto di combattimento, rimase ucciso nell'attacco di due elicotteri Mi-24 portato a bassissima quota contro la postazione di lancio del complesso missilistico controaerei che comandava.
Per il valore dimostrato in combattimento, con decreto n. 78 del 28 febbraio 2022 del presidente Volodymyr Zelens'kyj, Vitalij Movčan è stato insignito alla memoria, del titolo di Eroe dell'Ucraina e di cavaliere dell'Ordine della Stella d'Oro.